# 花巻市

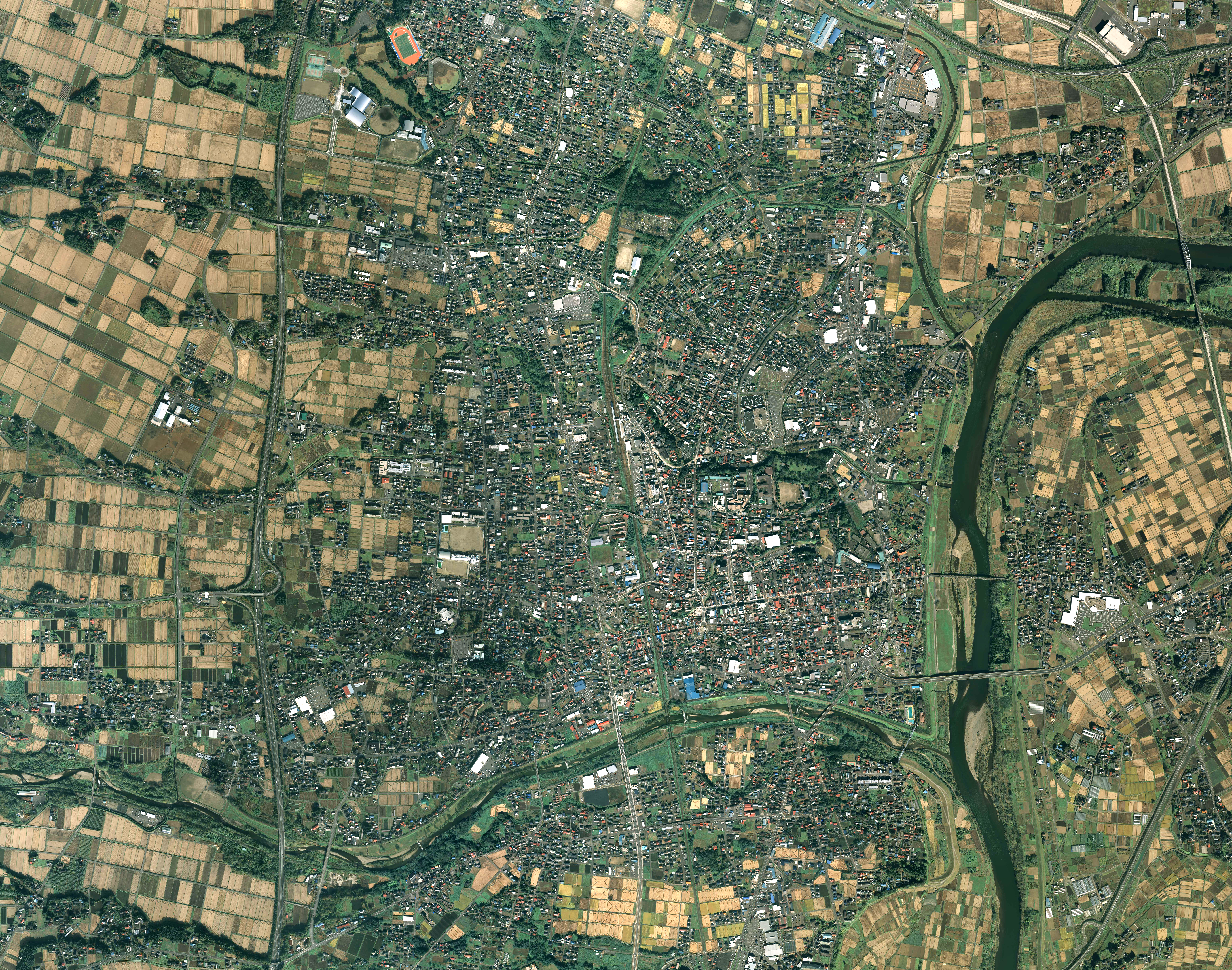
花巻市中心市街地周辺の空中写真。市街地の東に北上川が流れる。2011年10月9日撮影の21枚を合成作成。
。

花巻市（はなまきし）は、岩手県の中西部に位置する市。市域の中央に北上平野が広がり、西に奥羽山脈、東に北上高地が位置する。また、市の西部に花巻温泉郷を擁する。
宮沢賢治生誕の地であり、岩手県の名物である「わんこそば」発祥の地でもある。

## 概要
県南広域振興圏に位置する花巻市は人口約8万9千人を擁しており、岩手県内では、盛岡市、奥州市、一関市、北上市に次いで5番目に人口が多い市である。また、隣接する双子都市の北上市と共に北上都市圏（北上・花巻都市圏）を形成しており、北上市と合わせた都市圏（約22万人）としては盛岡都市圏に次ぐ県内第2位の規模となる。
市内には岩手県内唯一の花巻空港を有すると共に、東北新幹線新花巻駅、東北自動車道、東北横断自動車道（釜石自動車道）などの高速交通網が整備されている。
地名の「花巻」はいくつか由来の説があり、中世は「鳥谷ヶ崎（とやがさき）」と呼ばれていた。
1. 「花の牧」という名馬を産する牧場があったことから
2. 北上川が水深く渦を成し、春には花びらが水上に浮かんで美しい風景を見せたことから
3. アイヌ語「パナ」で、川下に開けた土地
4. 「端（ハナ）牧」の意味で、川が合流する三角州の牧のこと

### 人口推移
- 平成の大合併で人口は10万人を超えたが、現在は10万人を下回っている。

平成27年国勢調査より前回調査からの人口増減をみると、3.68%減の97,702人であり、増減率は県下33市町村中8位。
| |                                        |  |
| 花巻市と全国の年齢別人口分布（2005年） | 花巻市の年齢・男女別人口分布（2005年） |  |
| ■紫色 ― 花巻市 ■緑色 ― 日本全国 | ■青色 ― 男性 ■赤色 ― 女性              |  |
| 花巻市（に相当する地域）の人口の推移 \| 1970年（昭和45年） \| 101,858人 \| \| \| 1975年（昭和50年） \| 102,689人 \| \| \| 1980年（昭和55年） \| 105,678人 \| \| \| 1985年（昭和60年） \| 106,747人 \| \| \| 1990年（平成2年） \| 106,727人 \| \| \| 1995年（平成7年） \| 107,112人 \| \| \| 2000年（平成12年） \| 107,175人 \| \| \| 2005年（平成17年） \| 105,028人 \| \| \| 2010年（平成22年） \| 101,438人 \| \| \| 2015年（平成27年） \| 97,702人 \| \| \| 2020年（令和2年） \| 93,193人 \| \| |                                        |  |
| 総務省統計局 国勢調査より |                                        |  |
| 1970年（昭和45年） | 101,858人                              |  |
| 1975年（昭和50年） | 102,689人                              |  |
| 1980年（昭和55年） | 105,678人                              |  |
| 1985年（昭和60年） | 106,747人                              |  |
| 1990年（平成2年） | 106,727人                              |  |
| 1995年（平成7年） | 107,112人                              |  |
| 2000年（平成12年） | 107,175人                              |  |
| 2005年（平成17年） | 105,028人                              |  |
| 2010年（平成22年） | 101,438人                              |  |
| 2015年（平成27年） | 97,702人                               |  |
| 2020年（令和2年） | 93,193人                               |  |

## 地理
- 山岳：早池峰山、駒頭山

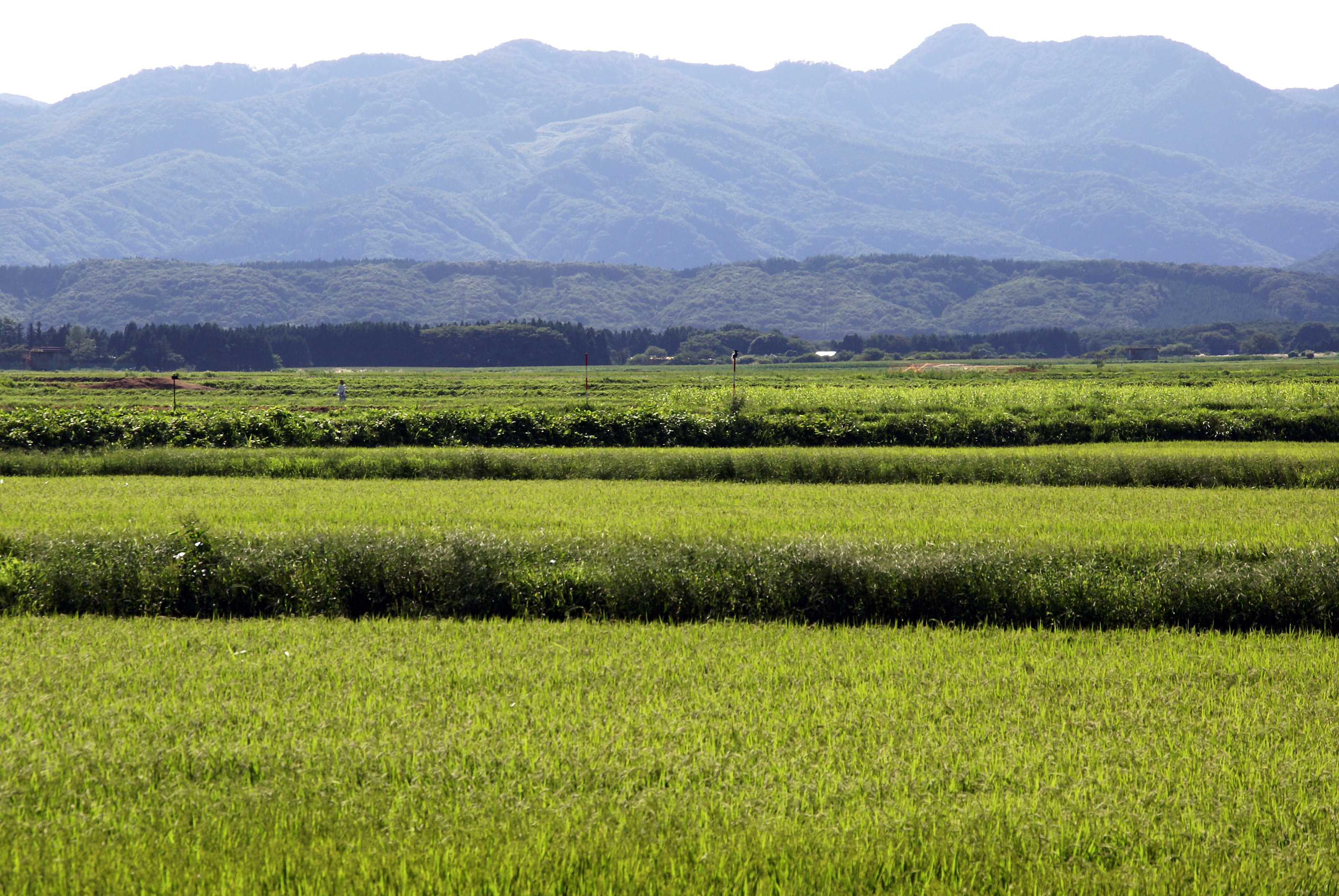
花巻の水田風景

- 河川：北上川、豊沢川、猿ヶ石川、稗貫川、葛丸川
- ダム：豊沢ダム、葛丸ダム、早池峰ダム、田瀬ダム
- 湖沼：豊沢湖、田瀬湖、早池峰湖
- 滝：大空滝、たろし滝（氷柱が見られる）

## 気候
寒暖の差が大きく気温の年較差、日較差が大きい顕著な大陸性気候である。降雪量が多く、周辺の自治体と同様に豪雪地帯に指定されている。
夏季はフェーン現象により、気温が35℃を上回る猛暑日になることもある。冬季は放射冷却により、気温が-15℃を下回ることもある。近年では2021年1月9日に-17.5℃を観測している。
- 日最高気温（最高値） 37.6℃（2025年7月29日）
- 日最高気温（最低値） -5.9℃（2023年1月25日）
- 日最低気温（最高値） 26.0℃（2023年8月24日）
- 日最低気温（最低値） -18.2℃（2006年2月4日）

| 花巻(2003-2020)の気候  | 花巻(2003-2020)の気候 | 花巻(2003-2020)の気候 | 花巻(2003-2020)の気候 | 花巻(2003-2020)の気候 | 花巻(2003-2020)の気候 | 花巻(2003-2020)の気候 | 花巻(2003-2020)の気候 | 花巻(2003-2020)の気候 | 花巻(2003-2020)の気候 | 花巻(2003-2020)の気候 | 花巻(2003-2020)の気候 | 花巻(2003-2020)の気候 | 花巻(2003-2020)の気候 |
| 月                     | 1月                   | 2月                   | 3月                   | 4月                   | 5月                   | 6月                   | 7月                   | 8月                   | 9月                   | 10月                  | 11月                  | 12月                  | 年                    |
| ---------------------- | --------------------- | --------------------- | --------------------- | --------------------- | --------------------- | --------------------- | --------------------- | --------------------- | --------------------- | --------------------- | --------------------- | --------------------- | --------------------- |
| 最高気温記録 °C （°F） | 10.3 (50.5)           | 17.7 (63.9)           | 22.1 (71.8)           | 29.3 (84.7)           | 33.3 (91.9)           | 34.0 (93.2)           | 37.6 (99.7)           | 36.3 (97.3)           | 35.8 (96.4)           | 28.9 (84)             | 22.5 (72.5)           | 17.3 (63.1)           | 37.6 (99.7)           |
| 平均最高気温 °C （°F） | 2.4 (36.3)            | 3.7 (38.7)            | 8.4 (47.1)            | 15.0 (59)             | 21.4 (70.5)           | 25.1 (77.2)           | 27.5 (81.5)           | 29.3 (84.7)           | 25.2 (77.4)           | 18.7 (65.7)           | 11.8 (53.2)           | 4.9 (40.8)            | 16.1 (61)             |
| 日平均気温 °C （°F）   | −1.8 (28.8)           | −0.9 (30.4)           | 3.0 (37.4)            | 8.7 (47.7)            | 15.1 (59.2)           | 19.5 (67.1)           | 22.6 (72.7)           | 24.0 (75.2)           | 19.7 (67.5)           | 12.9 (55.2)           | 6.5 (43.7)            | 0.8 (33.4)            | 10.8 (51.4)           |
| 平均最低気温 °C （°F） | −6.4 (20.5)           | −5.6 (21.9)           | −2.1 (28.2)           | 2.7 (36.9)            | 9.3 (48.7)            | 14.5 (58.1)           | 18.8 (65.8)           | 19.9 (67.8)           | 15.4 (59.7)           | 7.7 (45.9)            | 1.6 (34.9)            | −3.2 (26.2)           | 6.1 (43)              |
| 最低気温記録 °C （°F） | −17.5 (0.5)           | −18.2 (−0.8)          | −11.8 (10.8)          | −6.9 (19.6)           | −0.6 (30.9)           | 5.1 (41.2)            | 10.9 (51.6)           | 10.5 (50.9)           | 4.3 (39.7)            | −1.6 (29.1)           | −10.2 (13.6)          | −14.8 (5.4)           | −18.2 (−0.8)          |
| 降水量 mm （inch）     | 51.7 (2.035)          | 49.4 (1.945)          | 80.8 (3.181)          | 97.6 (3.843)          | 98.8 (3.89)           | 120.0 (4.724)         | 205.0 (8.071)         | 156.0 (6.142)         | 156.8 (6.173)         | 125.3 (4.933)         | 84.0 (3.307)          | 85.0 (3.346)          | 1,310.4 (51.591)      |
| 出典：気象庁           |                       |                       |                       |                       |                       |                       |                       |                       |                       |                       |                       |                       |                       |

| 大迫(1991-2020)の気候    | 大迫(1991-2020)の気候 | 大迫(1991-2020)の気候 | 大迫(1991-2020)の気候 | 大迫(1991-2020)の気候 | 大迫(1991-2020)の気候 | 大迫(1991-2020)の気候 | 大迫(1991-2020)の気候 | 大迫(1991-2020)の気候 | 大迫(1991-2020)の気候 | 大迫(1991-2020)の気候 | 大迫(1991-2020)の気候 | 大迫(1991-2020)の気候 | 大迫(1991-2020)の気候 |
| 月                       | 1月                   | 2月                   | 3月                   | 4月                   | 5月                   | 6月                   | 7月                   | 8月                   | 9月                   | 10月                  | 11月                  | 12月                  | 年                    |
| ------------------------ | --------------------- | --------------------- | --------------------- | --------------------- | --------------------- | --------------------- | --------------------- | --------------------- | --------------------- | --------------------- | --------------------- | --------------------- | --------------------- |
| 最高気温記録 °C （°F）   | 12.9 (55.2)           | 17.4 (63.3)           | 21.5 (70.7)           | 28.9 (84)             | 33.8 (92.8)           | 34.2 (93.6)           | 37.1 (98.8)           | 36.4 (97.5)           | 34.8 (94.6)           | 29.3 (84.7)           | 23.7 (74.7)           | 17.5 (63.5)           | 37.1 (98.8)           |
| 平均最高気温 °C （°F）   | 2.1 (35.8)            | 3.3 (37.9)            | 7.7 (45.9)            | 14.8 (58.6)           | 20.8 (69.4)           | 24.3 (75.7)           | 27.4 (81.3)           | 28.7 (83.7)           | 24.5 (76.1)           | 18.2 (64.8)           | 11.3 (52.3)           | 4.5 (40.1)            | 15.7 (60.3)           |
| 日平均気温 °C （°F）     | −2.0 (28.4)           | −1.3 (29.7)           | 2.3 (36.1)            | 8.4 (47.1)            | 14.3 (57.7)           | 18.7 (65.7)           | 22.4 (72.3)           | 23.4 (74.1)           | 19.0 (66.2)           | 12.3 (54.1)           | 5.9 (42.6)            | 0.5 (32.9)            | 10.4 (50.7)           |
| 平均最低気温 °C （°F）   | −6.3 (20.7)           | −6.0 (21.2)           | −2.7 (27.1)           | 2.3 (36.1)            | 8.2 (46.8)            | 13.6 (56.5)           | 18.4 (65.1)           | 19.2 (66.6)           | 14.7 (58.5)           | 7.4 (45.3)            | 1.3 (34.3)            | −3.2 (26.2)           | 5.6 (42.1)            |
| 最低気温記録 °C （°F）   | −17.4 (0.7)           | −17.2 (1)             | −13.0 (8.6)           | −6.5 (20.3)           | −1.4 (29.5)           | 3.5 (38.3)            | 7.5 (45.5)            | 9.2 (48.6)            | 2.1 (35.8)            | −1.6 (29.1)           | −7.7 (18.1)           | −15.5 (4.1)           | −17.4 (0.7)           |
| 降水量 mm （inch）       | 46.4 (1.827)          | 39.8 (1.567)          | 77.0 (3.031)          | 84.7 (3.335)          | 108.6 (4.276)         | 111.6 (4.394)         | 176.6 (6.953)         | 160.0 (6.299)         | 150.0 (5.906)         | 111.1 (4.374)         | 81.2 (3.197)          | 65.8 (2.591)          | 1,214.1 (47.799)      |
| 平均降水日数 （≥1.0 mm） | 10.7                  | 9.1                   | 11.4                  | 11.0                  | 11.1                  | 9.8                   | 13.5                  | 11.1                  | 11.5                  | 11.3                  | 12.3                  | 12.1                  | 134.4                 |
| 平均月間日照時間         | 83.0                  | 104.9                 | 136.5                 | 161.2                 | 172.1                 | 148.3                 | 125.6                 | 148.1                 | 126.7                 | 135.8                 | 105.1                 | 69.7                  | 1,523.7               |
| 出典：気象庁             |                       |                       |                       |                       |                       |                       |                       |                       |                       |                       |                       |                       |                       |

## 歴史
- 安土桃山時代末期まで稗貫氏の本拠地であったが、天正19年（1591年）の奥州仕置で没落すると、同年に南部氏の家臣である北秀愛がそれまでの「鳥谷ヶ崎」という名を「花巻」と改め、盛岡藩南境防御の要塞として花巻城の城の改修や城下町の整備に着手し、稗貫・和賀2郡の行政の中心地となったことで都市として成立した。
  - 明暦4年（1658年）、奥州街道の路線変更が行われ石鳥谷宿は新たな街道筋に移転し、延宝6年（1678年）に新たな町割が実施された。

### 行政区域の変遷
- 1889年（明治22年）4月1日 - 町村制の施行により、現在の花巻市域に以下の町村が発足。
  - 稗貫郡
    - 花巻町 ← 花巻村、北万丁目村、高木村［一部[5]］
    - 里川口町 ← 里川口村、南万丁目村、高木村［一部[6]］
    - 新堀村 ← 新堀村、戸塚村
    - 八重畑村 ← 八重畑村、関口村、滝田村、猪鼻村、五大堂村、東中島村
    - 矢沢村 ← 矢沢村、高松村、幸田村、東十二丁目村、高木村［一部[7]］
    - 好地村 ← 好地村、北寺林村、大瀬川村、大興寺村、松林寺村、富沢村、長谷堂村
    - 八幡村 ← 八幡村、中寺林村、南寺林村、江曽村、西中島村、黒沼村、小森林村
    - 湯本村 ← 湯本村、北湯口村、大畑村、二枚橋村、台村、金矢村、小瀬川村、椚ノ目村、狼沢村、糠塚村
    - 宮野目村 ← 東宮野目村、西宮野目村、葛村、田力村、庫理村、柏葉村、上似内村、下似内村、北飯豊村
    - 湯口村 ← 湯口村、円万寺村、鍋倉村、膝立村、西晴山村、上根子村、中根子村、鉛村、下シ沢村、豊沢村
    - 根子村 ← 下根子村、西十二丁目村、外台村
    - 町村制施行以前の大迫村、内川目村、外川目村、亀ヶ森村、太田村がそれぞれ大迫町、内川目村、外川目村、亀ヶ森村、太田村となる。

  - 和賀郡[8]
    - 笹間村 ← 北笹間村、中笹間村、南笹間村、轟木村、栃内村、横志田村、尻平川村
    - 中内村 ← 中内村、毒沢村、駒籠村、宮田村、浮田村、石持村、落合村、小通村、南成島村
    - 谷内村 ← 谷内村、倉沢村、砂子村、小友村、鷹巣堂村、館迫村、晴山館迫村、町井村、小原村、田瀬村
    - 十二鏑村 ← 十二箇村、東晴山村、安俵村、北成島村
    - 小山田村 ← 上小山田村、下小山田村
- 1897年（明治30年）10月30日 - 里川口町が改称して花巻川口町となる[9]。
- 1923年（大正12年）6月1日 - 花巻川口町が根子村を編入。
- 1928年（昭和3年）10月1日 - 好地村が町制施行・改称して石鳥谷町となる。
- 1929年（昭和4年）4月10日 - 花巻川口町が花巻町を編入、即日改称して花巻町となる。
- 1940年（昭和15年）12月25日 - 十二鏑村が町制施行・改称して土沢町となる。
- 1954年（昭和29年）
- 4月1日 - 花巻町、湯本村、湯口村、矢沢村、太田村、宮野目村が合併し、（旧）花巻市が誕生。
- 10月1日 - （旧）花巻市が北上市の一部を編入[10]。
- 1955年（昭和30年）
  - 1月1日
    - 大迫町、内川目村・外川目村・亀ヶ森村が合併し、新たな大迫町となる。
    - 土沢町、小山田村・谷内村・中内村が合併し、東和町となる。

  - 4月1日 - 石鳥谷町・新堀村・八幡村・八重畑村が合併し、新たな石鳥谷町となる。
  - 7月1日 - （旧）花巻市が笹間村を編入。
- 2006年（平成18年）1月1日 - （旧）花巻市、稗貫郡石鳥谷町、大迫町、和賀郡東和町が合併し、新たな花巻市となる。同時に稗貫郡が消滅する。

| 所 属 郡 | 明治22年以前 | 明治22年以前 | 明治22年 4月1日 町村制施行 | 明治22年 - 大正15年       | 昭和元年 - 昭和19年                             | 昭和20年 - 昭和64年         | 昭和20年 - 昭和64年                | 平成元年 - 現在             | 現在   |
| -------- | ------------ | ------------ | -------------------------- | ------------------------- | ----------------------------------------------- | --------------------------- | ---------------------------------- | --------------------------- | ------ |
| 稗 貫 郡 | 好地村       | 好地村       | 好地村                     | 好地村                    | 昭和3年4月1日 町制改称 石鳥谷町                 | 石鳥谷町                    | 昭和30年4月1日 石鳥谷町            | 平成18年1月1日 （新）花巻市 | 花巻市 |
| 稗 貫 郡 | 北寺林村     |              | 好地村                     | 好地村                    | 昭和3年4月1日 町制改称 石鳥谷町                 | 石鳥谷町                    | 昭和30年4月1日 石鳥谷町            | 平成18年1月1日 （新）花巻市 | 花巻市 |
| 稗 貫 郡 | 大瀬川村     |              | 好地村                     | 好地村                    | 昭和3年4月1日 町制改称 石鳥谷町                 | 石鳥谷町                    | 昭和30年4月1日 石鳥谷町            | 平成18年1月1日 （新）花巻市 | 花巻市 |
| 稗 貫 郡 | 大興寺村     |              | 好地村                     | 好地村                    | 昭和3年4月1日 町制改称 石鳥谷町                 | 石鳥谷町                    | 昭和30年4月1日 石鳥谷町            | 平成18年1月1日 （新）花巻市 | 花巻市 |
| 稗 貫 郡 | 松林寺村     |              | 好地村                     | 好地村                    | 昭和3年4月1日 町制改称 石鳥谷町                 | 石鳥谷町                    | 昭和30年4月1日 石鳥谷町            | 平成18年1月1日 （新）花巻市 | 花巻市 |
| 稗 貫 郡 | 富沢村       |              | 好地村                     | 好地村                    | 昭和3年4月1日 町制改称 石鳥谷町                 | 石鳥谷町                    | 昭和30年4月1日 石鳥谷町            | 平成18年1月1日 （新）花巻市 | 花巻市 |
| 稗 貫 郡 | 長谷堂村     |              | 好地村                     | 好地村                    | 昭和3年4月1日 町制改称 石鳥谷町                 | 石鳥谷町                    | 昭和30年4月1日 石鳥谷町            | 平成18年1月1日 （新）花巻市 | 花巻市 |
| 稗 貫 郡 | 新堀村       | 新堀村       | 新堀村                     | 新堀村                    | 新堀村                                          | 新堀村                      | 昭和30年4月1日 石鳥谷町            | 平成18年1月1日 （新）花巻市 | 花巻市 |
| 稗 貫 郡 | 戸塚村       |              | 新堀村                     | 新堀村                    | 新堀村                                          | 新堀村                      | 昭和30年4月1日 石鳥谷町            | 平成18年1月1日 （新）花巻市 | 花巻市 |
| 稗 貫 郡 | 八幡村       | 八幡村       | 八幡村                     | 八幡村                    | 八幡村                                          | 八幡村                      | 昭和30年4月1日 石鳥谷町            | 平成18年1月1日 （新）花巻市 | 花巻市 |
| 稗 貫 郡 | 中寺林村     |              | 八幡村                     | 八幡村                    | 八幡村                                          | 八幡村                      | 昭和30年4月1日 石鳥谷町            | 平成18年1月1日 （新）花巻市 | 花巻市 |
| 稗 貫 郡 | 南寺林村     |              | 八幡村                     | 八幡村                    | 八幡村                                          | 八幡村                      | 昭和30年4月1日 石鳥谷町            | 平成18年1月1日 （新）花巻市 | 花巻市 |
| 稗 貫 郡 | 江曽村       |              | 八幡村                     | 八幡村                    | 八幡村                                          | 八幡村                      | 昭和30年4月1日 石鳥谷町            | 平成18年1月1日 （新）花巻市 | 花巻市 |
| 稗 貫 郡 | 西中島村     |              | 八幡村                     | 八幡村                    | 八幡村                                          | 八幡村                      | 昭和30年4月1日 石鳥谷町            | 平成18年1月1日 （新）花巻市 | 花巻市 |
| 稗 貫 郡 | 黒沼村       |              | 八幡村                     | 八幡村                    | 八幡村                                          | 八幡村                      | 昭和30年4月1日 石鳥谷町            | 平成18年1月1日 （新）花巻市 | 花巻市 |
| 稗 貫 郡 | 小森林村     |              | 八幡村                     | 八幡村                    | 八幡村                                          | 八幡村                      | 昭和30年4月1日 石鳥谷町            | 平成18年1月1日 （新）花巻市 | 花巻市 |
| 稗 貫 郡 | 八重畑村     | 八重畑村     | 八重畑村                   | 八重畑村                  | 八重畑村                                        | 八重畑村                    | 昭和30年4月1日 石鳥谷町            | 平成18年1月1日 （新）花巻市 | 花巻市 |
| 稗 貫 郡 | 関口村       |              | 八重畑村                   | 八重畑村                  | 八重畑村                                        | 八重畑村                    | 昭和30年4月1日 石鳥谷町            | 平成18年1月1日 （新）花巻市 | 花巻市 |
| 稗 貫 郡 | 滝田村       |              | 八重畑村                   | 八重畑村                  | 八重畑村                                        | 八重畑村                    | 昭和30年4月1日 石鳥谷町            | 平成18年1月1日 （新）花巻市 | 花巻市 |
| 稗 貫 郡 | 猪鼻村       |              | 八重畑村                   | 八重畑村                  | 八重畑村                                        | 八重畑村                    | 昭和30年4月1日 石鳥谷町            | 平成18年1月1日 （新）花巻市 | 花巻市 |
| 稗 貫 郡 | 五大堂村     |              | 八重畑村                   | 八重畑村                  | 八重畑村                                        | 八重畑村                    | 昭和30年4月1日 石鳥谷町            | 平成18年1月1日 （新）花巻市 | 花巻市 |
| 稗 貫 郡 | 東中島村     |              | 八重畑村                   | 八重畑村                  | 八重畑村                                        | 八重畑村                    | 昭和30年4月1日 石鳥谷町            | 平成18年1月1日 （新）花巻市 | 花巻市 |
| 稗 貫 郡 | 大迫村       | 大迫村       | 大迫町                     | 大迫町                    | 大迫町                                          | 大迫町                      | 昭和30年1月1日 大迫町              | 平成18年1月1日 （新）花巻市 | 花巻市 |
| 稗 貫 郡 | 内川目村     | 内川目村     | 内川目村                   | 内川目村                  | 内川目村                                        | 内川目村                    | 昭和30年1月1日 大迫町              | 平成18年1月1日 （新）花巻市 | 花巻市 |
| 稗 貫 郡 | 外川目村     | 外川目村     | 外川目村                   | 外川目村                  | 外川目村                                        | 外川目村                    | 昭和30年1月1日 大迫町              | 平成18年1月1日 （新）花巻市 | 花巻市 |
| 稗 貫 郡 | 亀ヶ森村     | 亀ヶ森村     | 亀ヶ森村                   | 亀ヶ森村                  | 亀ヶ森村                                        | 亀ヶ森村                    | 昭和30年1月1日 大迫町              | 平成18年1月1日 （新）花巻市 | 花巻市 |
| 稗 貫 郡 | 花巻村       | 花巻村       | 花巻町                     | 花巻町                    | 昭和4年4月10日 花巻川口町に編入 即日改称 花巻町 | 昭和29年4月1日 （旧）花巻市 | 昭和29年4月1日 （旧）花巻市        | 平成18年1月1日 （新）花巻市 | 花巻市 |
| 稗 貫 郡 | 北万丁目村   |              | 花巻町                     | 花巻町                    | 昭和4年4月10日 花巻川口町に編入 即日改称 花巻町 | 昭和29年4月1日 （旧）花巻市 | 昭和29年4月1日 （旧）花巻市        | 平成18年1月1日 （新）花巻市 | 花巻市 |
| 稗 貫 郡 | 高木村       | 一部         | 花巻町                     | 花巻町                    | 昭和4年4月10日 花巻川口町に編入 即日改称 花巻町 | 昭和29年4月1日 （旧）花巻市 | 昭和29年4月1日 （旧）花巻市        | 平成18年1月1日 （新）花巻市 | 花巻市 |
| 稗 貫 郡 | 高木村       | 一部         | 里川口町                   | 大正12年6月1日 花巻川口町 | 昭和4年4月10日 改称 花巻町                      | 昭和29年4月1日 （旧）花巻市 | 昭和29年4月1日 （旧）花巻市        | 平成18年1月1日 （新）花巻市 | 花巻市 |
| 稗 貫 郡 | 里川口村     |              | 里川口町                   | 大正12年6月1日 花巻川口町 | 昭和4年4月10日 改称 花巻町                      | 昭和29年4月1日 （旧）花巻市 | 昭和29年4月1日 （旧）花巻市        | 平成18年1月1日 （新）花巻市 | 花巻市 |
| 稗 貫 郡 | 南万丁目村   |              | 里川口町                   | 大正12年6月1日 花巻川口町 | 昭和4年4月10日 改称 花巻町                      | 昭和29年4月1日 （旧）花巻市 | 昭和29年4月1日 （旧）花巻市        | 平成18年1月1日 （新）花巻市 | 花巻市 |
| 稗 貫 郡 | 下根子村     | 下根子村     | 根子村                     | 大正12年6月1日 花巻川口町 | 昭和4年4月10日 改称 花巻町                      | 昭和29年4月1日 （旧）花巻市 | 昭和29年4月1日 （旧）花巻市        | 平成18年1月1日 （新）花巻市 | 花巻市 |
| 稗 貫 郡 | 西十二丁目村 |              | 根子村                     | 大正12年6月1日 花巻川口町 | 昭和4年4月10日 改称 花巻町                      | 昭和29年4月1日 （旧）花巻市 | 昭和29年4月1日 （旧）花巻市        | 平成18年1月1日 （新）花巻市 | 花巻市 |
| 稗 貫 郡 | 外台村       |              | 根子村                     | 大正12年6月1日 花巻川口町 | 昭和4年4月10日 改称 花巻町                      | 昭和29年4月1日 （旧）花巻市 | 昭和29年4月1日 （旧）花巻市        | 平成18年1月1日 （新）花巻市 | 花巻市 |
| 稗 貫 郡 | 太田村       | 太田村       | 太田村                     | 太田村                    | 太田村                                          | 昭和29年4月1日 （旧）花巻市 | 昭和29年4月1日 （旧）花巻市        | 平成18年1月1日 （新）花巻市 | 花巻市 |
| 稗 貫 郡 | 東宮野目村   | 東宮野目村   | 宮野目村                   | 宮野目村                  | 宮野目村                                        | 昭和29年4月1日 （旧）花巻市 | 昭和29年4月1日 （旧）花巻市        | 平成18年1月1日 （新）花巻市 | 花巻市 |
| 稗 貫 郡 | 西宮野目村   |              | 宮野目村                   | 宮野目村                  | 宮野目村                                        | 昭和29年4月1日 （旧）花巻市 | 昭和29年4月1日 （旧）花巻市        | 平成18年1月1日 （新）花巻市 | 花巻市 |
| 稗 貫 郡 | 葛村         |              | 宮野目村                   | 宮野目村                  | 宮野目村                                        | 昭和29年4月1日 （旧）花巻市 | 昭和29年4月1日 （旧）花巻市        | 平成18年1月1日 （新）花巻市 | 花巻市 |
| 稗 貫 郡 | 田力村       |              | 宮野目村                   | 宮野目村                  | 宮野目村                                        | 昭和29年4月1日 （旧）花巻市 | 昭和29年4月1日 （旧）花巻市        | 平成18年1月1日 （新）花巻市 | 花巻市 |
| 稗 貫 郡 | 庫理村       |              | 宮野目村                   | 宮野目村                  | 宮野目村                                        | 昭和29年4月1日 （旧）花巻市 | 昭和29年4月1日 （旧）花巻市        | 平成18年1月1日 （新）花巻市 | 花巻市 |
| 稗 貫 郡 | 柏葉村       |              | 宮野目村                   | 宮野目村                  | 宮野目村                                        | 昭和29年4月1日 （旧）花巻市 | 昭和29年4月1日 （旧）花巻市        | 平成18年1月1日 （新）花巻市 | 花巻市 |
| 稗 貫 郡 | 上似内村     |              | 宮野目村                   | 宮野目村                  | 宮野目村                                        | 昭和29年4月1日 （旧）花巻市 | 昭和29年4月1日 （旧）花巻市        | 平成18年1月1日 （新）花巻市 | 花巻市 |
| 稗 貫 郡 | 下似内村     |              | 宮野目村                   | 宮野目村                  | 宮野目村                                        | 昭和29年4月1日 （旧）花巻市 | 昭和29年4月1日 （旧）花巻市        | 平成18年1月1日 （新）花巻市 | 花巻市 |
| 稗 貫 郡 | 北飯豊村     |              | 宮野目村                   | 宮野目村                  | 宮野目村                                        | 昭和29年4月1日 （旧）花巻市 | 昭和29年4月1日 （旧）花巻市        | 平成18年1月1日 （新）花巻市 | 花巻市 |
| 稗 貫 郡 | 矢沢村       | 矢沢村       | 矢沢村                     | 矢沢村                    | 矢沢村                                          | 昭和29年4月1日 （旧）花巻市 | 昭和29年4月1日 （旧）花巻市        | 平成18年1月1日 （新）花巻市 | 花巻市 |
| 稗 貫 郡 | 高松村       |              | 矢沢村                     | 矢沢村                    | 矢沢村                                          | 昭和29年4月1日 （旧）花巻市 | 昭和29年4月1日 （旧）花巻市        | 平成18年1月1日 （新）花巻市 | 花巻市 |
| 稗 貫 郡 | 幸田村       |              | 矢沢村                     | 矢沢村                    | 矢沢村                                          | 昭和29年4月1日 （旧）花巻市 | 昭和29年4月1日 （旧）花巻市        | 平成18年1月1日 （新）花巻市 | 花巻市 |
| 稗 貫 郡 | 東十二丁目村 |              | 矢沢村                     | 矢沢村                    | 矢沢村                                          | 昭和29年4月1日 （旧）花巻市 | 昭和29年4月1日 （旧）花巻市        | 平成18年1月1日 （新）花巻市 | 花巻市 |
| 稗 貫 郡 | 高木村       | 一部         | 矢沢村                     | 矢沢村                    | 矢沢村                                          | 昭和29年4月1日 （旧）花巻市 | 昭和29年4月1日 （旧）花巻市        | 平成18年1月1日 （新）花巻市 | 花巻市 |
| 稗 貫 郡 | 湯口村       | 湯口村       | 湯口村                     | 湯口村                    | 湯口村                                          | 昭和29年4月1日 （旧）花巻市 | 昭和29年4月1日 （旧）花巻市        | 平成18年1月1日 （新）花巻市 | 花巻市 |
| 稗 貫 郡 | 円万寺村     |              | 湯口村                     | 湯口村                    | 湯口村                                          | 昭和29年4月1日 （旧）花巻市 | 昭和29年4月1日 （旧）花巻市        | 平成18年1月1日 （新）花巻市 | 花巻市 |
| 稗 貫 郡 | 鍋倉村       |              | 湯口村                     | 湯口村                    | 湯口村                                          | 昭和29年4月1日 （旧）花巻市 | 昭和29年4月1日 （旧）花巻市        | 平成18年1月1日 （新）花巻市 | 花巻市 |
| 稗 貫 郡 | 膝立村       |              | 湯口村                     | 湯口村                    | 湯口村                                          | 昭和29年4月1日 （旧）花巻市 | 昭和29年4月1日 （旧）花巻市        | 平成18年1月1日 （新）花巻市 | 花巻市 |
| 稗 貫 郡 | 西晴山村     |              | 湯口村                     | 湯口村                    | 湯口村                                          | 昭和29年4月1日 （旧）花巻市 | 昭和29年4月1日 （旧）花巻市        | 平成18年1月1日 （新）花巻市 | 花巻市 |
| 稗 貫 郡 | 上根子村     |              | 湯口村                     | 湯口村                    | 湯口村                                          | 昭和29年4月1日 （旧）花巻市 | 昭和29年4月1日 （旧）花巻市        | 平成18年1月1日 （新）花巻市 | 花巻市 |
| 稗 貫 郡 | 中根子村     |              | 湯口村                     | 湯口村                    | 湯口村                                          | 昭和29年4月1日 （旧）花巻市 | 昭和29年4月1日 （旧）花巻市        | 平成18年1月1日 （新）花巻市 | 花巻市 |
| 稗 貫 郡 | 鉛村         |              | 湯口村                     | 湯口村                    | 湯口村                                          | 昭和29年4月1日 （旧）花巻市 | 昭和29年4月1日 （旧）花巻市        | 平成18年1月1日 （新）花巻市 | 花巻市 |
| 稗 貫 郡 | 下シ沢村     |              | 湯口村                     | 湯口村                    | 湯口村                                          | 昭和29年4月1日 （旧）花巻市 | 昭和29年4月1日 （旧）花巻市        | 平成18年1月1日 （新）花巻市 | 花巻市 |
| 稗 貫 郡 | 豊沢村       |              | 湯口村                     | 湯口村                    | 湯口村                                          | 昭和29年4月1日 （旧）花巻市 | 昭和29年4月1日 （旧）花巻市        | 平成18年1月1日 （新）花巻市 | 花巻市 |
| 稗 貫 郡 | 湯本村       | 湯本村       | 湯本村                     | 湯本村                    | 湯本村                                          | 昭和29年4月1日 （旧）花巻市 | 昭和29年4月1日 （旧）花巻市        | 平成18年1月1日 （新）花巻市 | 花巻市 |
| 稗 貫 郡 | 北湯口村     |              | 湯本村                     | 湯本村                    | 湯本村                                          | 昭和29年4月1日 （旧）花巻市 | 昭和29年4月1日 （旧）花巻市        | 平成18年1月1日 （新）花巻市 | 花巻市 |
| 稗 貫 郡 | 大畑村       |              | 湯本村                     | 湯本村                    | 湯本村                                          | 昭和29年4月1日 （旧）花巻市 | 昭和29年4月1日 （旧）花巻市        | 平成18年1月1日 （新）花巻市 | 花巻市 |
| 稗 貫 郡 | 二枚橋村     |              | 湯本村                     | 湯本村                    | 湯本村                                          | 昭和29年4月1日 （旧）花巻市 | 昭和29年4月1日 （旧）花巻市        | 平成18年1月1日 （新）花巻市 | 花巻市 |
| 稗 貫 郡 | 台村         |              | 湯本村                     | 湯本村                    | 湯本村                                          | 昭和29年4月1日 （旧）花巻市 | 昭和29年4月1日 （旧）花巻市        | 平成18年1月1日 （新）花巻市 | 花巻市 |
| 稗 貫 郡 | 金矢村       |              | 湯本村                     | 湯本村                    | 湯本村                                          | 昭和29年4月1日 （旧）花巻市 | 昭和29年4月1日 （旧）花巻市        | 平成18年1月1日 （新）花巻市 | 花巻市 |
| 稗 貫 郡 | 小瀬川村     |              | 湯本村                     | 湯本村                    | 湯本村                                          | 昭和29年4月1日 （旧）花巻市 | 昭和29年4月1日 （旧）花巻市        | 平成18年1月1日 （新）花巻市 | 花巻市 |
| 稗 貫 郡 | 椚ノ目村     |              | 湯本村                     | 湯本村                    | 湯本村                                          | 昭和29年4月1日 （旧）花巻市 | 昭和29年4月1日 （旧）花巻市        | 平成18年1月1日 （新）花巻市 | 花巻市 |
| 稗 貫 郡 | 狼沢村       |              | 湯本村                     | 湯本村                    | 湯本村                                          | 昭和29年4月1日 （旧）花巻市 | 昭和29年4月1日 （旧）花巻市        | 平成18年1月1日 （新）花巻市 | 花巻市 |
| 稗 貫 郡 | 糠塚村       |              | 湯本村                     | 湯本村                    | 湯本村                                          | 昭和29年4月1日 （旧）花巻市 | 昭和29年4月1日 （旧）花巻市        | 平成18年1月1日 （新）花巻市 | 花巻市 |
| 和 賀 郡 | 成田村       | 一部         | 飯豊村                     | 飯豊村                    | 飯豊村                                          | 昭和29年4月1日 北上市       | 昭和29年10月1日 （旧）花巻市に編入 | 平成18年1月1日 （新）花巻市 | 花巻市 |
| 和 賀 郡 | 北笹間村     | 北笹間村     | 笹間村                     | 笹間村                    | 笹間村                                          | 笹間村                      | 昭和30年7月1日 （旧）花巻市に編入  | 平成18年1月1日 （新）花巻市 | 花巻市 |
| 和 賀 郡 | 中笹間村     |              | 笹間村                     | 笹間村                    | 笹間村                                          | 笹間村                      | 昭和30年7月1日 （旧）花巻市に編入  | 平成18年1月1日 （新）花巻市 | 花巻市 |
| 和 賀 郡 | 南笹間村     |              | 笹間村                     | 笹間村                    | 笹間村                                          | 笹間村                      | 昭和30年7月1日 （旧）花巻市に編入  | 平成18年1月1日 （新）花巻市 | 花巻市 |
| 和 賀 郡 | 轟木村       |              | 笹間村                     | 笹間村                    | 笹間村                                          | 笹間村                      | 昭和30年7月1日 （旧）花巻市に編入  | 平成18年1月1日 （新）花巻市 | 花巻市 |
| 和 賀 郡 | 栃内村       |              | 笹間村                     | 笹間村                    | 笹間村                                          | 笹間村                      | 昭和30年7月1日 （旧）花巻市に編入  | 平成18年1月1日 （新）花巻市 | 花巻市 |
| 和 賀 郡 | 横志田村     |              | 笹間村                     | 笹間村                    | 笹間村                                          | 笹間村                      | 昭和30年7月1日 （旧）花巻市に編入  | 平成18年1月1日 （新）花巻市 | 花巻市 |
| 和 賀 郡 | 尻平川村     |              | 笹間村                     | 笹間村                    | 笹間村                                          | 笹間村                      | 昭和30年7月1日 （旧）花巻市に編入  | 平成18年1月1日 （新）花巻市 | 花巻市 |
| 和 賀 郡 | 十二箇村     | 十二箇村     | 十二鏑村                   | 十二鏑村                  | 昭和15年12月25日 町制改称 土沢町                | 土沢町                      | 昭和30年1月1日 東和町              | 平成18年1月1日 （新）花巻市 | 花巻市 |
| 和 賀 郡 | 東晴山村     |              | 十二鏑村                   | 十二鏑村                  | 昭和15年12月25日 町制改称 土沢町                | 土沢町                      | 昭和30年1月1日 東和町              | 平成18年1月1日 （新）花巻市 | 花巻市 |
| 和 賀 郡 | 安俵村       |              | 十二鏑村                   | 十二鏑村                  | 昭和15年12月25日 町制改称 土沢町                | 土沢町                      | 昭和30年1月1日 東和町              | 平成18年1月1日 （新）花巻市 | 花巻市 |
| 和 賀 郡 | 北成島村     |              | 十二鏑村                   | 十二鏑村                  | 昭和15年12月25日 町制改称 土沢町                | 土沢町                      | 昭和30年1月1日 東和町              | 平成18年1月1日 （新）花巻市 | 花巻市 |
| 和 賀 郡 | 上小山田村   | 上小山田村   | 小山田村                   | 小山田村                  | 小山田村                                        | 小山田村                    | 昭和30年1月1日 東和町              | 平成18年1月1日 （新）花巻市 | 花巻市 |
| 和 賀 郡 | 下小山田村   |              | 小山田村                   | 小山田村                  | 小山田村                                        | 小山田村                    | 昭和30年1月1日 東和町              | 平成18年1月1日 （新）花巻市 | 花巻市 |
| 和 賀 郡 | 谷内村       | 谷内村       | 谷内村                     | 谷内村                    | 谷内村                                          | 谷内村                      | 昭和30年1月1日 東和町              | 平成18年1月1日 （新）花巻市 | 花巻市 |
| 和 賀 郡 | 倉沢村       |              | 谷内村                     | 谷内村                    | 谷内村                                          | 谷内村                      | 昭和30年1月1日 東和町              | 平成18年1月1日 （新）花巻市 | 花巻市 |
| 和 賀 郡 | 砂子村       |              | 谷内村                     | 谷内村                    | 谷内村                                          | 谷内村                      | 昭和30年1月1日 東和町              | 平成18年1月1日 （新）花巻市 | 花巻市 |
| 和 賀 郡 | 小友村       |              | 谷内村                     | 谷内村                    | 谷内村                                          | 谷内村                      | 昭和30年1月1日 東和町              | 平成18年1月1日 （新）花巻市 | 花巻市 |
| 和 賀 郡 | 鷹巣堂村     |              | 谷内村                     | 谷内村                    | 谷内村                                          | 谷内村                      | 昭和30年1月1日 東和町              | 平成18年1月1日 （新）花巻市 | 花巻市 |
| 和 賀 郡 | 館迫村       |              | 谷内村                     | 谷内村                    | 谷内村                                          | 谷内村                      | 昭和30年1月1日 東和町              | 平成18年1月1日 （新）花巻市 | 花巻市 |
| 和 賀 郡 | 晴山館迫村   |              | 谷内村                     | 谷内村                    | 谷内村                                          | 谷内村                      | 昭和30年1月1日 東和町              | 平成18年1月1日 （新）花巻市 | 花巻市 |
| 和 賀 郡 | 町井村       |              | 谷内村                     | 谷内村                    | 谷内村                                          | 谷内村                      | 昭和30年1月1日 東和町              | 平成18年1月1日 （新）花巻市 | 花巻市 |
| 和 賀 郡 | 小原村       |              | 谷内村                     | 谷内村                    | 谷内村                                          | 谷内村                      | 昭和30年1月1日 東和町              | 平成18年1月1日 （新）花巻市 | 花巻市 |
| 和 賀 郡 | 田瀬村       |              | 谷内村                     | 谷内村                    | 谷内村                                          | 谷内村                      | 昭和30年1月1日 東和町              | 平成18年1月1日 （新）花巻市 | 花巻市 |
| 和 賀 郡 | 中内村       | 中内村       | 中内村                     | 中内村                    | 中内村                                          | 中内村                      | 昭和30年1月1日 東和町              | 平成18年1月1日 （新）花巻市 | 花巻市 |
| 和 賀 郡 | 毒沢村       |              | 中内村                     | 中内村                    | 中内村                                          | 中内村                      | 昭和30年1月1日 東和町              | 平成18年1月1日 （新）花巻市 | 花巻市 |
| 和 賀 郡 | 駒籠村       |              | 中内村                     | 中内村                    | 中内村                                          | 中内村                      | 昭和30年1月1日 東和町              | 平成18年1月1日 （新）花巻市 | 花巻市 |
| 和 賀 郡 | 宮田村       |              | 中内村                     | 中内村                    | 中内村                                          | 中内村                      | 昭和30年1月1日 東和町              | 平成18年1月1日 （新）花巻市 | 花巻市 |
| 和 賀 郡 | 浮田村       |              | 中内村                     | 中内村                    | 中内村                                          | 中内村                      | 昭和30年1月1日 東和町              | 平成18年1月1日 （新）花巻市 | 花巻市 |
| 和 賀 郡 | 石持村       |              | 中内村                     | 中内村                    | 中内村                                          | 中内村                      | 昭和30年1月1日 東和町              | 平成18年1月1日 （新）花巻市 | 花巻市 |
| 和 賀 郡 | 落合村       |              | 中内村                     | 中内村                    | 中内村                                          | 中内村                      | 昭和30年1月1日 東和町              | 平成18年1月1日 （新）花巻市 | 花巻市 |
| 和 賀 郡 | 小通村       |              | 中内村                     | 中内村                    | 中内村                                          | 中内村                      | 昭和30年1月1日 東和町              | 平成18年1月1日 （新）花巻市 | 花巻市 |
| 和 賀 郡 | 南成島村     |              | 中内村                     | 中内村                    | 中内村                                          | 中内村                      | 昭和30年1月1日 東和町              | 平成18年1月1日 （新）花巻市 | 花巻市 |

### 主な出来事
- 1928年（昭和3年）10月 - 県内で陸軍特別大演習が行われる。花巻には野外統監部が置かれ、昭和天皇が大元帥として統裁[11]。
- 1947年（昭和22年）8月7日 - 昭和天皇の戦後巡幸。花巻高等女学校、社会保健館、国立花巻温泉療養所に行幸[12][13]。

## 行政
※右記は合併前の旧・花巻市のデータ。

### 市長
- 市長：上田東一（うえだ とういち、2014年2月5日就任、3期目）

| 代     | 氏名     | 就任日       | 退任日       |
| ------ | -------- | ------------ | ------------ |
| 初-2代 | 大石満雄 | 2006年2月5日 | 2014年2月4日 |
| 3-5代  | 上田東一 | 2014年2月5日 | 現職         |

### 庁舎

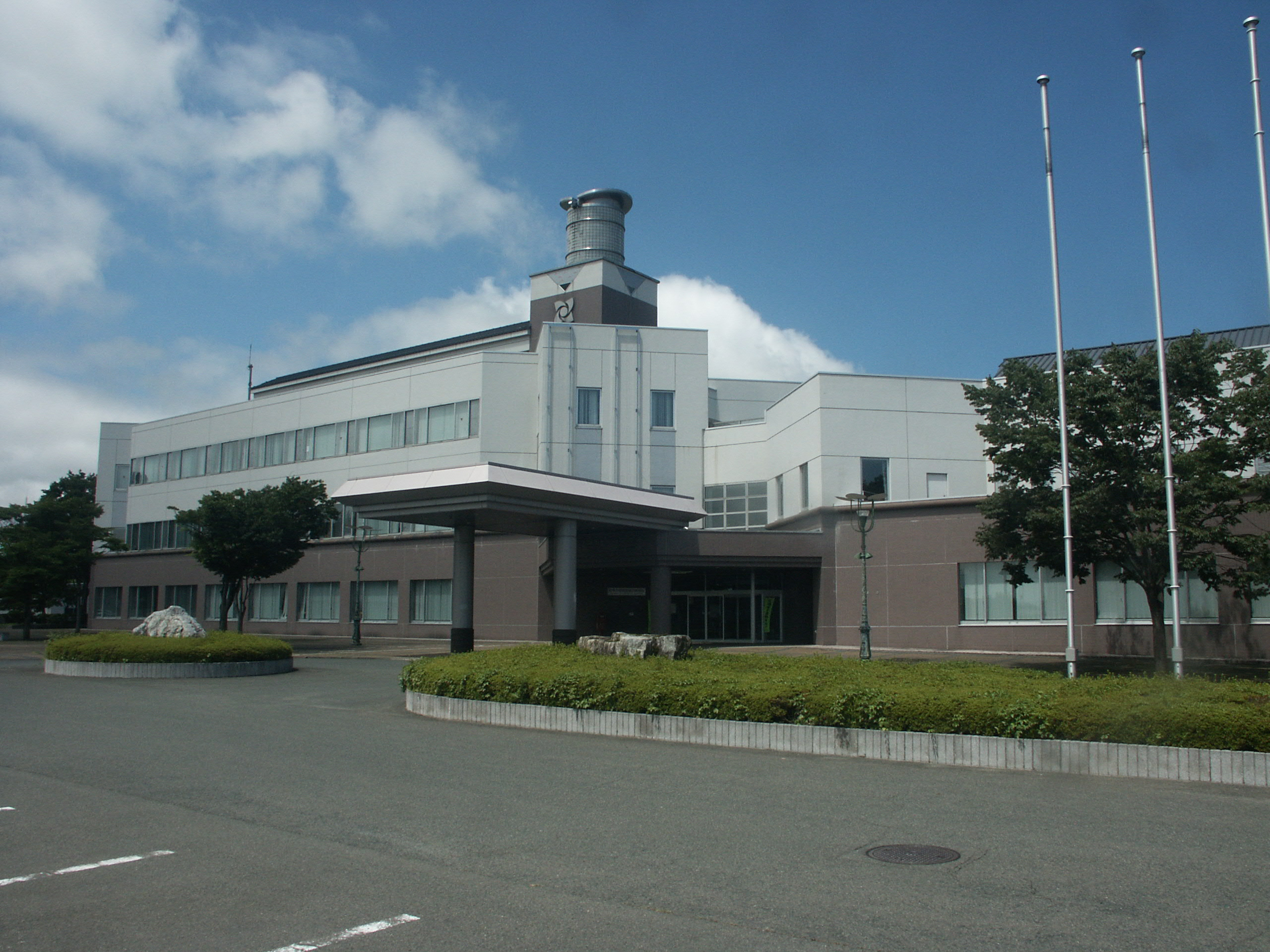
石鳥谷総合支所（旧石鳥谷町役場）

- 総合支所（旧役場）
  - 大迫総合支所
  - 石鳥谷総合支所
  - 東和総合支所

### 姉妹都市・提携都市
- 平塚市（神奈川県）
旧・花巻市が1984年（昭和59年）4月27日友好都市提携
- 十和田市（青森県）
旧・花巻市が1989年（平成元年）10月10日友好都市提携
- ホットスプリングス（アメリカ合衆国アーカンソー州）
旧・花巻市が1993年（平成5年）1月15日姉妹都市提携
- ラトランド（アメリカ合衆国バーモント州）
旧・石鳥谷町が1986年（昭和61年）10月8日姉妹都市提携
- ベルンドルフ（オーストリアニーダーエースターライヒ州）
旧・大迫町が1965年（昭和40年）10月12日友好都市提携
- 大連市西崗区（中華人民共和国遼寧省）
花巻市が2010年（平成22年）友好都市提携

## 地域

### 金融機関
銀行・信用金庫
- 岩手銀行
- 北日本銀行
- 東北銀行
- 花巻信用金庫 - 当市に本店を置く
- 東北労働金庫

農協・生協
- 花巻農業協同組合（JAいわて花巻） - 当市に本店を置く
- 全労済

## 公的機関

### 警察
岩手県警察
- 花巻警察署 - 市全域を管轄とし、3つの交番と12の駐在所を置く。このほか、花巻空港内に警備派出所を置く。
- 警察航空隊（花巻空港に併設）
- 高速道路交通警察隊東和分遣班

### 消防
花巻市消防本部
- 花巻中央消防署
  - 東和分署
  - 花巻温泉分遣所
  - 花巻南温泉分遣所
- 花巻北消防署
  - 大迫分署

### 医療
国立病院
- 国立病院機構花巻病院

おもな民間病院
- 総合花巻病院
- イーハトーブ病院
- 石鳥谷医療センター
- 宝陽病院

保健所の管轄は中部保健所（花巻市花城町）である。
かつては岩手医科大学附属花巻温泉病院が設置されていたが、2019年3月31日をもって閉院した。

## 郵便
郵便局
- 花巻郵便局（集配局）
- 石鳥谷郵便局（集配局）
- 大沢温泉郵便局（集配局）
- 大迫郵便局（集配局）
- 笹間郵便局（集配局）
- 東和郵便局（集配局）
- 花巻温泉郵便局（集配局）

- 宮野目郵便局
- 矢沢郵便局
- 湯口郵便局
- 花巻四日町郵便局
- 花巻末広町郵便局
- 花巻桜郵便局
- 花巻西大通郵便局

- 花巻藤沢町郵便局
- 花巻二枚橋郵便局
- 小山田郵便局
- 谷内郵便局
- 八重畑郵便局
- 八幡郵便局
- 亀ヶ森郵便局

簡易郵便局
- 島簡易郵便局
- 山の神簡易郵便局
- 太田簡易郵便局

- 花巻松園町簡易郵便局
- 志戸平簡易郵便局 - 2020年2月より休止中
- 台温泉簡易郵便局

- 田瀬簡易郵便局
- 倉沢簡易郵便局
- 浮田簡易郵便局

- 中内簡易郵便局
- 内川目簡易郵便局 - 2024年2月より休止中
- 胡四王簡易郵便局

## 教育

### 大学
- 富士大学

### 専修学校
- 岩手理容美容専門学校
- 花巻高等看護専門学校

### 高等学校
- 岩手県立花巻北高等学校
- 岩手県立花巻南高等学校
- 岩手県立大迫高等学校
- 岩手県立花北青雲高等学校

- 岩手県立花巻農業高等学校
- 花巻東高等学校
- 鹿島学園高等学校花巻キャンパス

### 中学校
- 花巻市立花巻中学校
- 花巻市立花巻北中学校
- 花巻市立南城中学校
- 花巻市立宮野目中学校
- 花巻市立矢沢中学校
- 花巻市立湯口中学校

- 花巻市立湯本中学校
- 花巻市立西南中学校
- 花巻市立石鳥谷中学校
- 花巻市立大迫中学校
- 花巻市立東和中学校

### 小学校
- 花巻市立花巻小学校
- 花巻市立若葉小学校
- 花巻市立桜台小学校
- 花巻市立南城小学校
- 花巻市立太田小学校
- 花巻市立笹間第一小学校
- 花巻市立宮野目小学校
- 花巻市立矢沢小学校

- 花巻市立湯口小学校
- 花巻市立湯本小学校
- 花巻市立石鳥谷小学校
- 花巻市立新堀小学校
- 花巻市立八幡小学校
- 花巻市立八重畑小学校
- 花巻市立大迫小学校
- 花巻市立東和小学校

### 特別支援学校
- 岩手県立花巻清風支援学校

### 学校教育以外の施設
- 花巻市立図書館
- 岩手県ヘアデザイナー学園（職業能力開発促進法に基づく職業能力開発校）

## 交通

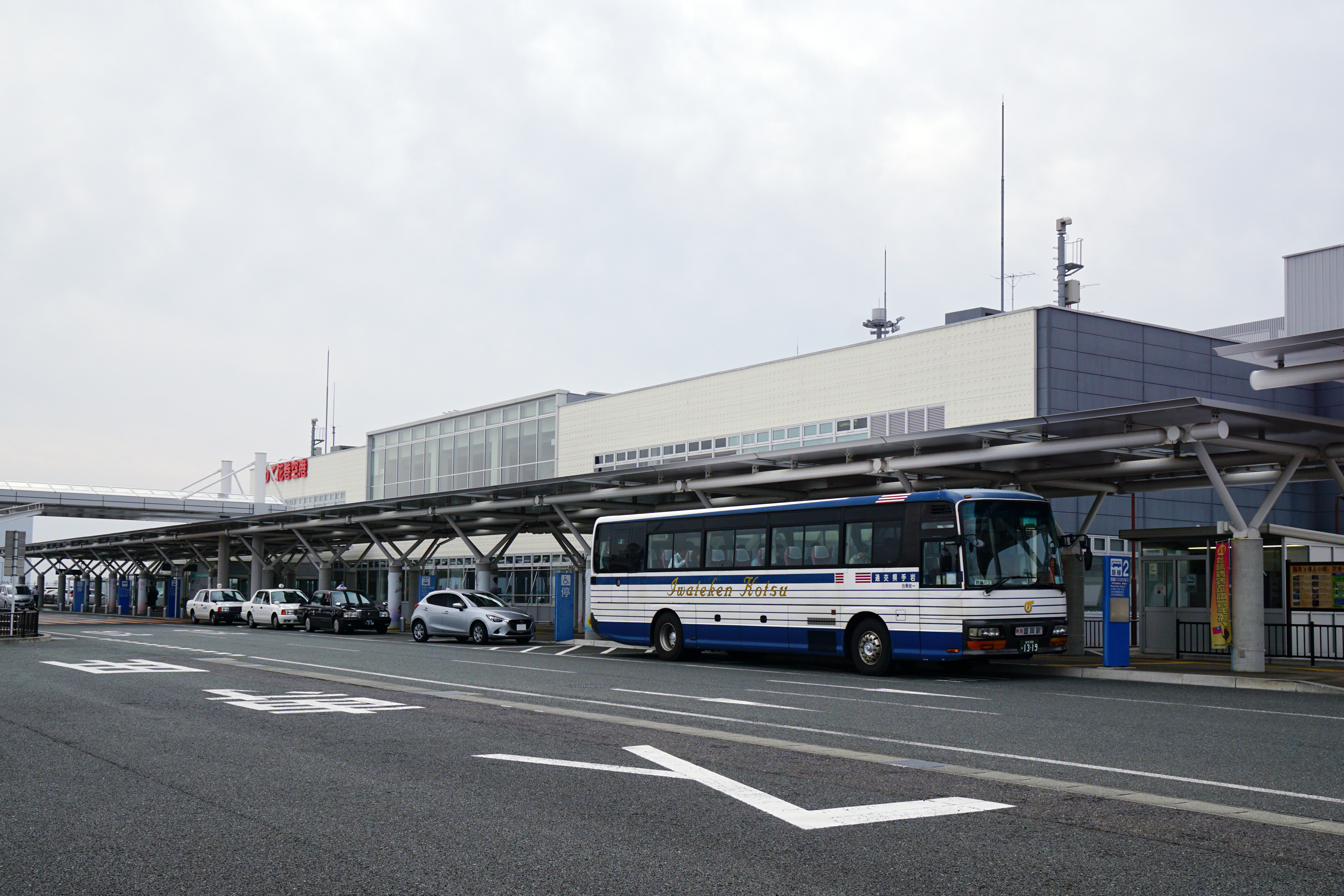
花巻空港

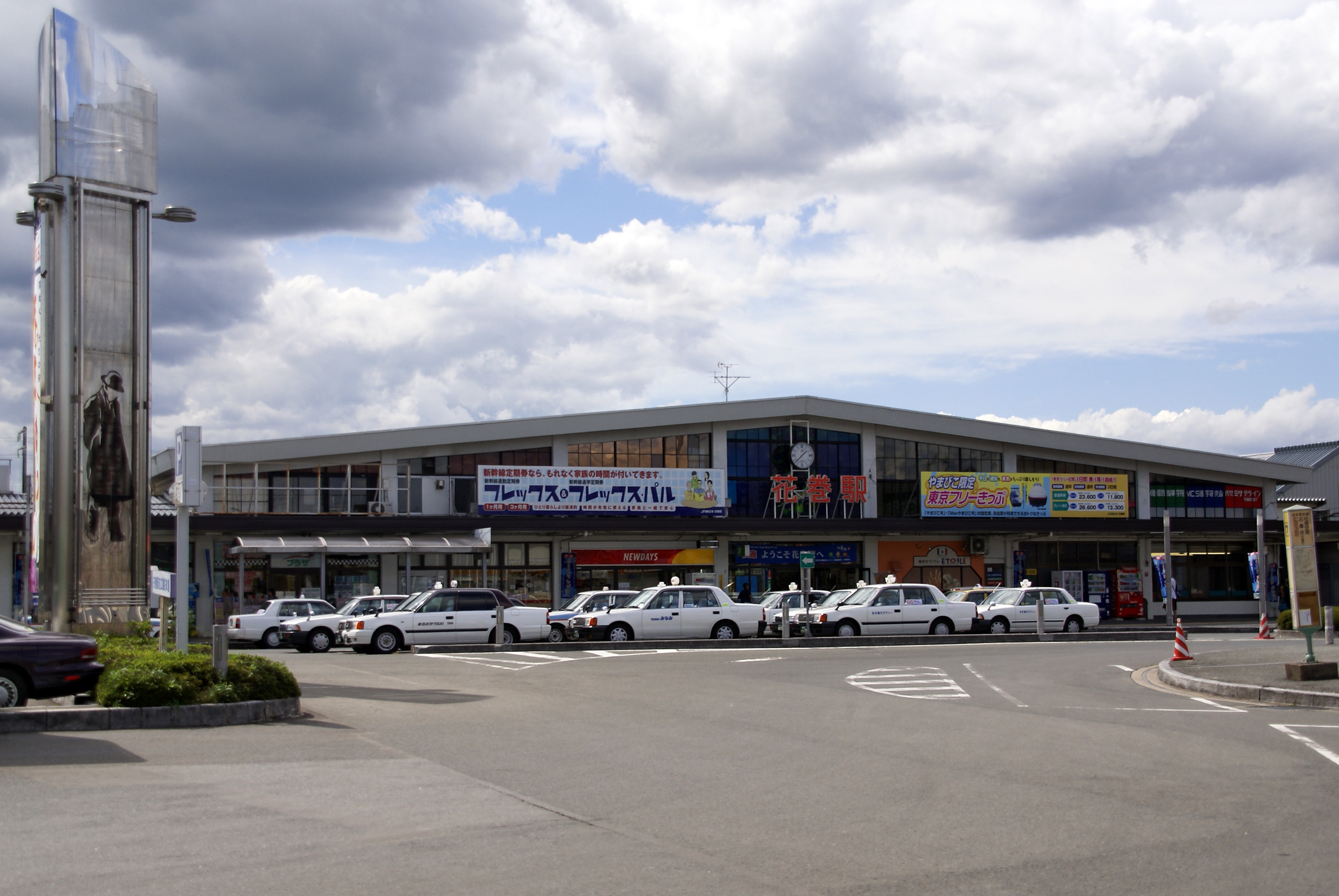
花巻駅

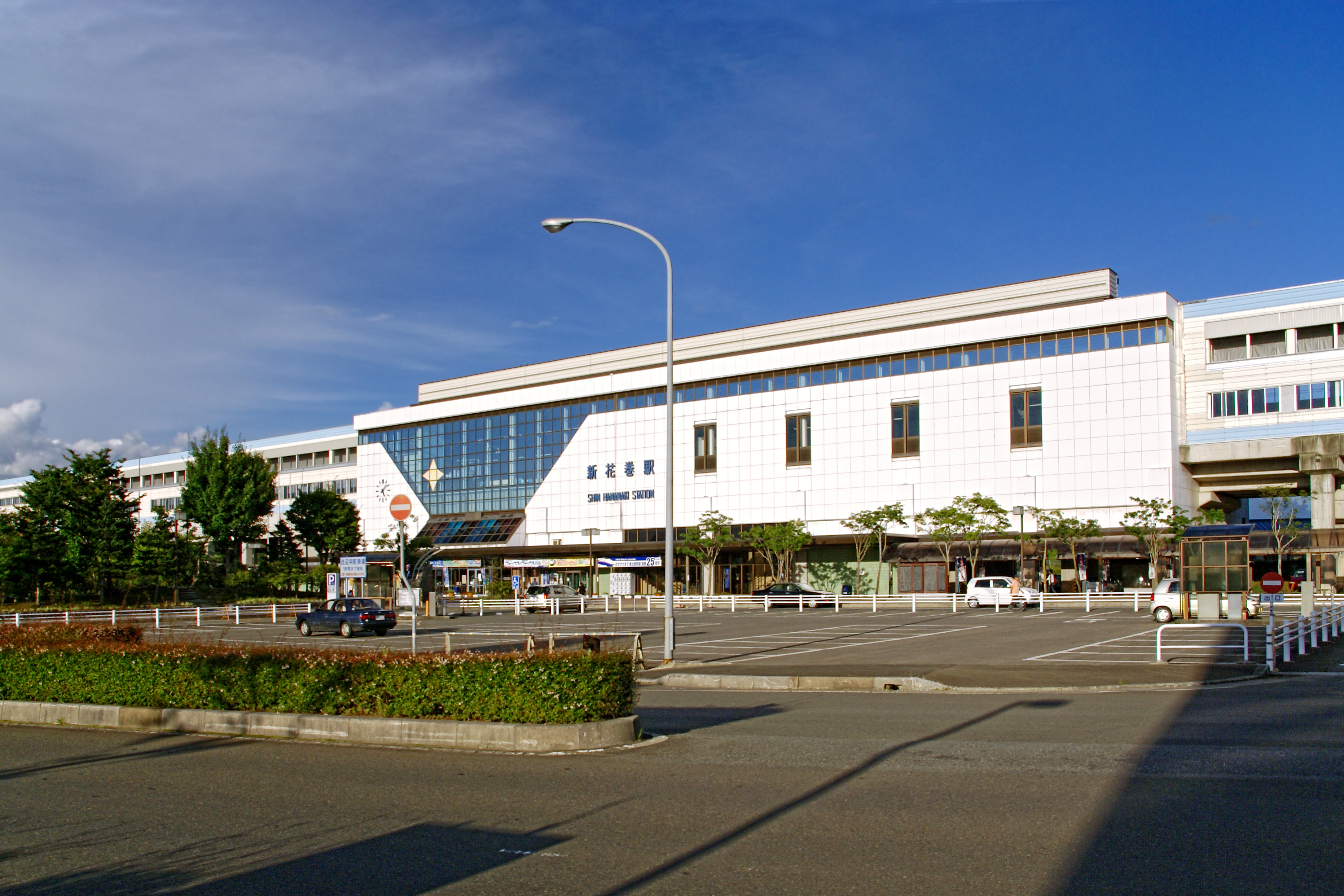
新花巻駅

### 空港
- 花巻空港（愛称：いわて花巻空港）

国内線
- 日本航空(JAL)[16]
  - 大阪/伊丹
  - 札幌/新千歳
  - 福岡
- フジドリームエアラインズ(FDA)[17]
  - 名古屋/小牧
  - 大阪/神戸

国際線
- タイガーエア台湾(IT)　
  - 台北桃園
- 中国東方航空(MU)
  - 上海浦東

### 鉄道路線
- 東日本旅客鉄道（JR東日本）
  - 東北新幹線：新花巻駅
  - 東北本線：花巻駅 - 花巻空港駅 - 石鳥谷駅
  - 釜石線：花巻駅 - 似内駅 - 新花巻駅 - 小山田駅 - 土沢駅 - 晴山駅
- なお1972年までは、花巻電鉄（現、岩手県交通）による軌道線（路面電車）・鉄道線も存在した。
- 中心となる駅：花巻駅

### バス
- 岩手県交通 - 市内に花巻営業所が設置されている。
  - 花巻市街地循環バス
- 大迫地域予約乗合バス
- 石鳥谷地域予約乗合バス
- 東和地域予約乗合バス
- 岩手医科大学附属病院利用者連絡バス

### 高速バス
- イーハトーブ号（岩手県交通）
- けんじライナー（岩手県交通）
- 平泉・厳美渓・松島方面（岩手県北自動車[18]）

### 道路

#### 高速自動車国道
- E4 東北自動車道：(38-1) 花巻PA/スマートIC - (38-2) 花巻南IC - (38-3) 花巻JCT - (39) 花巻IC
- E46 釜石自動車道：(38-3) 花巻JCT - (1) 花巻空港IC - 花巻空港本線料金所 - (2) 東和IC

#### 一般国道
- 国道4号
- 国道107号
- 国道283号
- 国道396号
- 国道456号

#### 県道

##### 主要地方道
- 岩手県道・秋田県道12号花巻大曲線
- 岩手県道13号盛岡和賀線
- 岩手県道25号紫波江繋線
- 岩手県道27号江刺東和線
- 岩手県道28号花巻北上線
- 岩手県道37号花巻平泉線
- 岩手県道39号北上東和線
- 岩手県道43号盛岡大迫東和線

##### 一般県道
- 岩手県道102号石鳥谷大迫線
- 岩手県道103号花巻和賀線
- 岩手県道109号石鳥谷花巻温泉線
- 岩手県道117号石鳥谷停車場線
- 岩手県道178号下宮守田瀬線
- 岩手県道198号志和石鳥谷線
- 岩手県道213号花巻空港停車場線
- 岩手県道214号羽黒堂二枚橋線
- 岩手県道222号土沢停車場線
- 岩手県道224号八重畑小山田線
- 岩手県道234号花巻雫石線
- 岩手県道245号南笹間黒沢尻線

- 岩手県道252号清水野村崎野線
- 岩手県道265号中寺林犬淵線
- 岩手県道284号花巻田瀬線
- 岩手県道285号盛岡石鳥谷線
- 岩手県道286号東和花巻温泉線
- 岩手県道294号東宮野目二枚橋線
- 岩手県道296号花巻空港インター線
- 岩手県道297号花巻停車場花巻温泉郷線
- 岩手県道298号山の神西宮野目線
- 岩手県道299号花巻南インター線
- 岩手県道501号北上花巻温泉自転車道線
- 岩手県道503号遠野東和自転車道線

#### 道の駅
- 石鳥谷：国道4号
- とうわ：県道39号
- はやちね：登録路線は県道43号だが、県道25号からもアクセス可能
- はなまき西南：県道13号

## マスコミ

### コミュニティFM
- えふえむ花巻

### ケーブルテレビ
- 花巻ケーブルテレビ

## 名所・旧跡・観光スポット
- 花巻神社
- 花巻城址
- 鳥谷ヶ崎神社
- 同心家屋

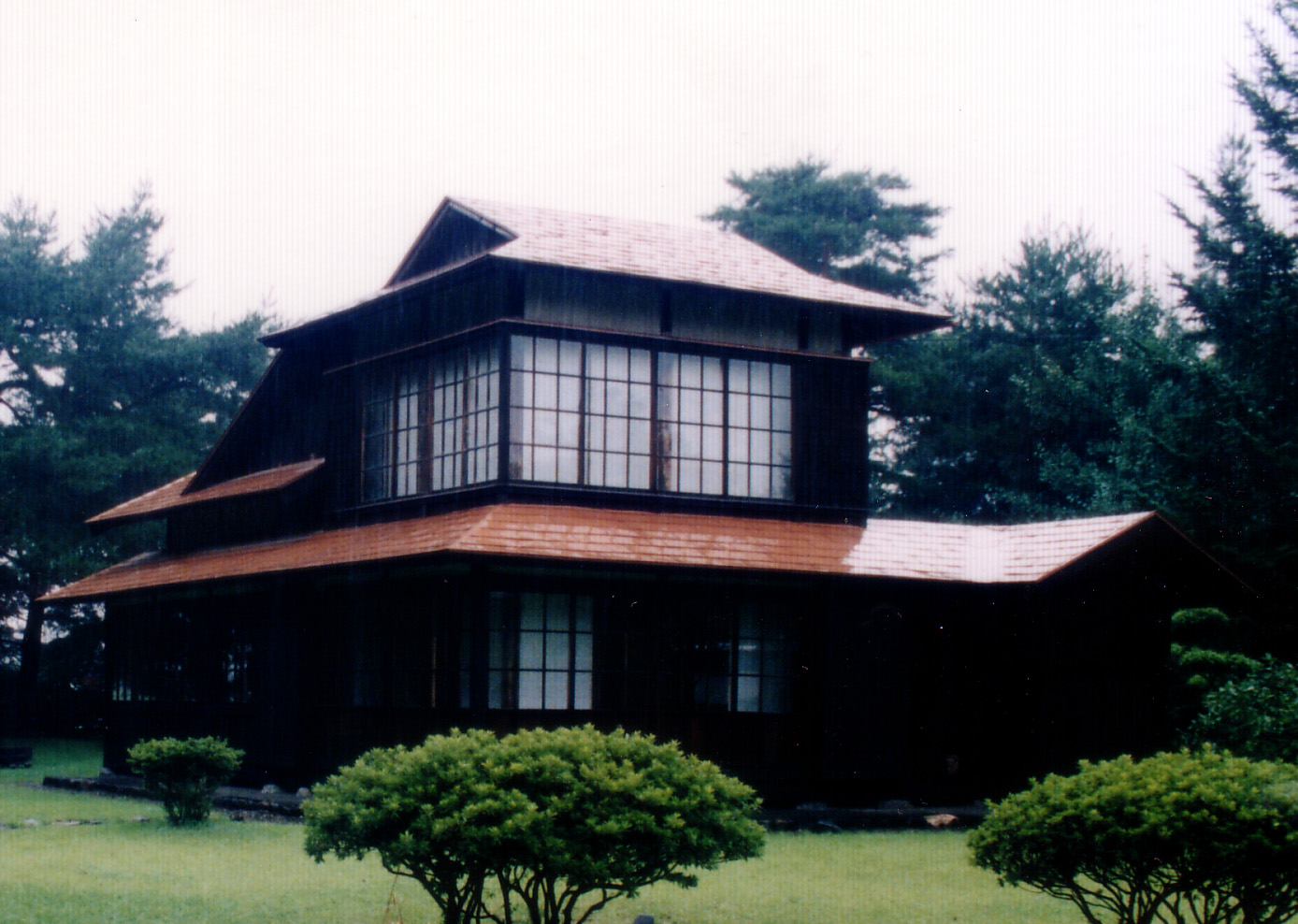
羅須地人協会の建物
（岩手県立花巻農業高等学校）

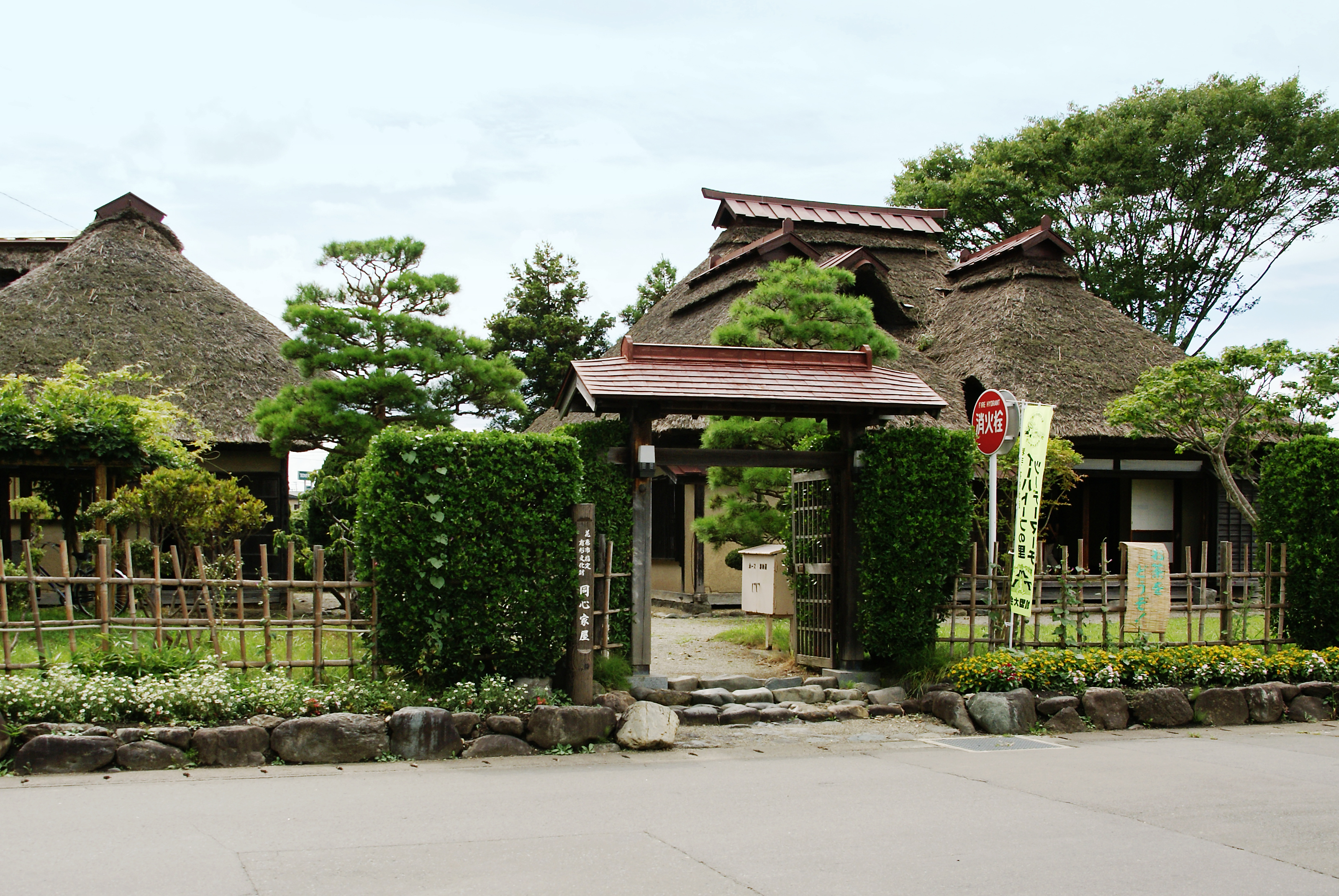
同心家屋

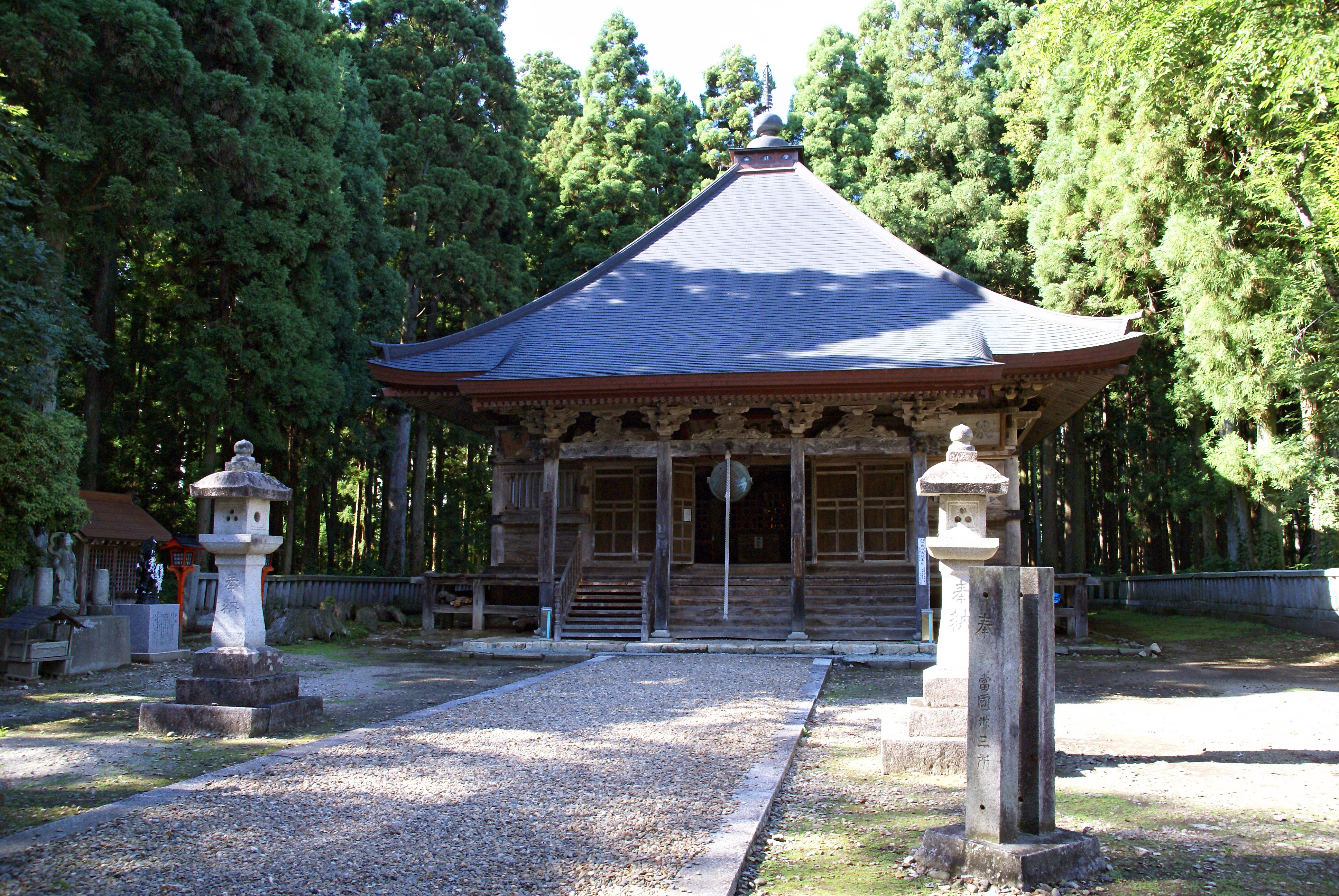
清水寺

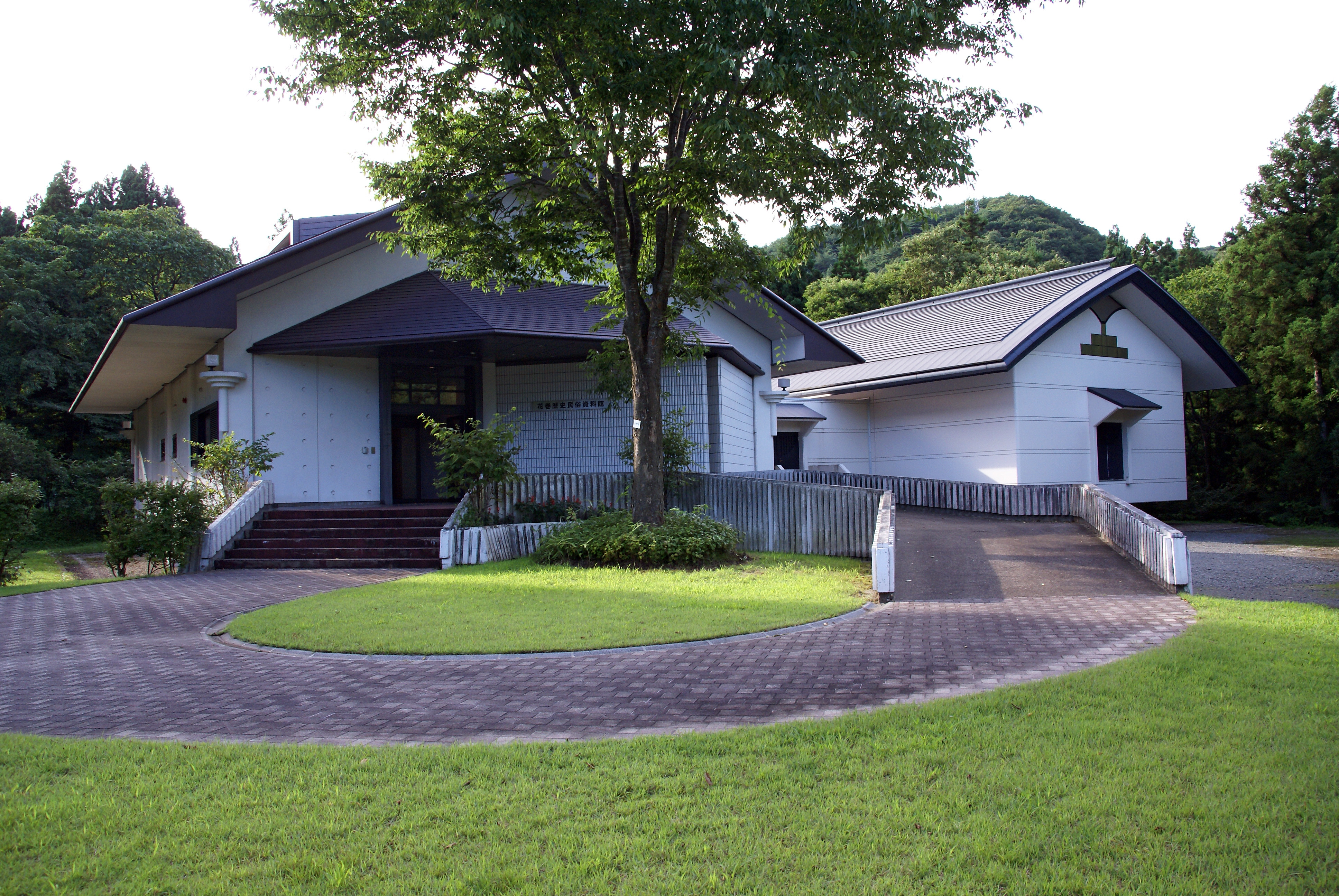
花巻歴史民俗資料館

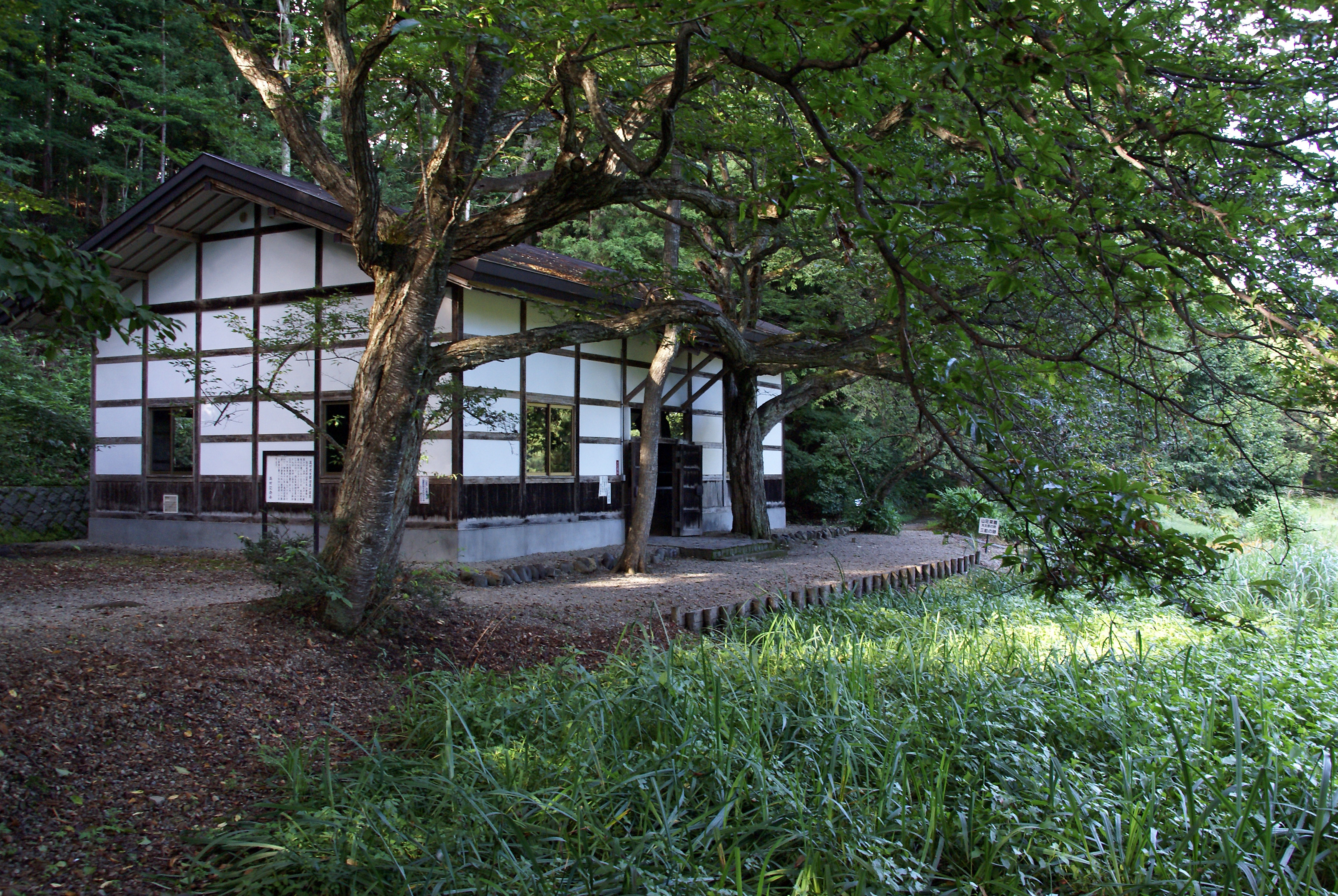
高村山荘

- 花巻温泉郷 - 花巻温泉、台温泉、新湯本温泉、金矢温泉
  - 花巻南温泉峡 - 松倉温泉、志戸平温泉、渡り温泉、大沢温泉、山の神温泉、高倉山温泉、鉛温泉、新鉛温泉
- 東和温泉
- 桜地人館
- 清水寺 - 日本三清水の一つ
- 花巻歴史民俗資料館
- 高村山荘
- 高村記念館
- 「雨ニモマケズ」詩碑
- 宮沢賢治記念館・イーハトーブ館・山猫軒
- 宮沢賢治童話村
- 花巻広域公園
- 三熊野神社
  - 兜跋毘沙門天立像
- 萬鉄五郎記念碑
- 萬鉄五郎記念美術館
- 南部曲り屋（旧小原家・伊藤家）
- 丹内山神社
- ふるさと歴史資料館
- 花輪堤ハナショウブ群落
- 釜淵の滝

## 運動施設
- 花巻球場
- 日居城野陸上競技場
- 花巻市総合体育館
- 武徳殿
- 花巻市市民プール
- 花巻市鉛温泉スキー場
- スポーツキャンプむら
- 大迫野球場
- 大迫体育館
- 石鳥谷アイスアリーナ
- 石鳥谷球場
- 石鳥谷体育館
- 石鳥谷ふれあい運動公園
- 石鳥谷銃剣道場
- 二枚橋体育館
- 八日市運動公園
- 東和B＆G海洋センター
- 東和相撲場
- 花巻市クレー射撃場

## 祭事・催事
- 早池峰神楽（ユネスコの無形文化遺産）
- 花巻まつり（9月第2金・土・日曜日）
- 石鳥谷まつり（9月8日・9月9日・9月10日）
- 賢治生誕祭（8月27日 宮沢賢治の誕生日）
- 賢治祭（9月21日 宮沢賢治の命日）
- わんこそば全日本大会（2月11日）
- 毘沙門まつり（9月19日）
- 蘇民祭
  - 胡四王神社蘇民祭（1月2日）
  - 光勝寺五大尊蘇民祭（1月14・15日）
  - 早池峰神社蘇民祭（3月17日）
- 萬鉄五郎祭（5月1日 萬鉄五郎の命日）
- あやめまつり
- 湖水まつり
- 土沢七夕まつり
- 土沢まつり
- 産業まつり
- どんと祭
- 石鳥谷夢祭り(8月13日)
- 大迫あんどんまつり（8月14日・16日）
- 大迫ワインまつり（9月17日）

## スポーツ
- ステラミーゴいわて花巻 - フットサルクラブチーム。2007-08シーズンから2011-12シーズンまで日本フットサルリーグ（Fリーグ）に参戦した。

## 花巻市出身の人物

### 政治・経済・社会
- 阿部千一 - 政治家・元岩手県知事
- 大石スク - 社会事業家（旧八幡村出身）
- 岡田真奈美 - 食育インストラクター
- 木戸口英司 - 参議院議員
- 佐藤皐蔵 - 海軍中将・第二特務艦隊司令官
- 佐藤修悦 - 警備員、フォント「修悦体」の考案で知られる
- 谷村貞治 - 実業家・政治家・教育者
- 新渡戸傳 - 盛岡藩家老、十和田市開拓
- 三鬼隆 - 日本製鐵元社長

### 学術・文芸
- 阿部暁子 - 小説家
- 池野恋 - 漫画家（旧石鳥谷町出身・在住）
- 伊藤政則 - 音楽評論家
- 内村皓一 - 写真家
- 岡山不衣 - 歌人・主筆・編集者
- 小田島孤舟 - 歌人・教育家・書道家
- 柏葉幸子 - 童話作家
- 菊池俊吉 - 報道写真家
- 佐藤昌介 - 農学者・北海道帝国大学初代総長
- 沢木冬吾 - 小説家
- 島善鄰 - 農学者、北海道大学第6代学長
- 名須川良平（他山）- 漢学者・衆議院議員
- 平沢屏山 - 絵師、アイヌ絵を描いた事で知られる
- 松本竣介 - 洋画家
- 宮沢賢治 - 詩人・童話作家
- 宮沢トシ - 宮沢賢治の妹。
- 松本祥志 - 法学者・札幌学院大学名誉教授
- 萬鉄五郎 - 洋画家

### 芸能
- 神山浩樹 - IBC岩手放送アナウンサー
- 佐藤龍文 - NHKアナウンサー
- 志村正浩 - 映画監督
- 高橋圭三 - 日本初のフリーアナウンサー
- 高橋響 - ミュージシャン（Cody・Lee (李)）
- 長澤喜稔 - お笑い芸人（マキシマムパーパーサム）
- 南部広美 - フリーアナウンサー
- 日食なつこ - シンガーソングライター
- 平賀和人 - ミュージシャン（NSP）
- 松村龍之介 - 俳優
- 三又又三 - お笑い芸人（元ジョーダンズ）
- もじゃ - お笑い芸人
- LOVE YOURS - 花巻を拠点に活動していたローカルアイドル

### スポーツ
- エル・サムライ - プロレスラー
- 佐藤友和 - 競輪選手（旧石鳥谷町）
- 高橋英輝 - 競歩選手。日本陸上選手権20km競歩で3連覇
- 照錦富治 - 大相撲力士、元11、13代放駒親方、10代花籠親方
- 中野慎詞 - 競輪選手
- 錦木塚五郎 - 大相撲力士
- 畠山和洋 - プロ野球選手(東京ヤクルトスワローズ)
- 藤井基男 - 卓球選手
- 藤原秀旺 - プロレスラー（旧大迫町出身）
- 八重樫茂生 - 日本サッカー殿堂
- 八重樫剛 - アマチュアボクシング選手
- 四ツ車大八 - 大相撲力士
- 若ノ海正照 - 大相撲力士

## 花巻市を舞台とした作品
- トラック野郎・一番星北へ帰る 東映（1978年） - 花巻温泉、国道4号、旧花巻りんご園、市街地などでロケ
- 鬼ユリ校長、走る!
- よだかのほし
- 偽装不倫 - JR新花巻駅、宮沢賢治記念館、わんこそば嘉司屋でロケ。

## 参考資料
- 「角川日本地名大辞典」編纂委員会『角川日本地名大辞典 3 岩手県』角川書店、1985年。ISBN 4-04-001030-2。
- 岩手放送『新版 岩手百科事典』岩手放送株式会社、1988-10-115 エラー: 日付が正しく記入されていません。。